# 颱風蓓姬 (1986年)
颱風蓓姬（英語：Typhoon Peggy，菲律賓大氣地球物理和天文服務管理局：Gading），是1986年太平洋颱風季中最強的热带气旋，風暴於7月3日形成，在7月12日消散，維持了約9天。蓓姬最初是在關島以東海域發展的一股熱帶低氣壓，自生成以來持續穩定增強，到兩日後進一步增強成颱風，再兩日之後達到十分鐘205公里每小時（十分鐘持續風速）及260公里每小時（一分鐘持續風速）的巔峰強度。它其後影響菲律賓並橫過呂宋島北部，接著進入南海及減弱至颱風強度下限，同時影響臺灣及香港，最後登陸中國大陸廣東省沿岸，為當地造成嚴重破壞，不久後消散。
它除了是歷年來影響菲律賓第八強颱風，也導致皇家香港天文台需要懸掛該年首個八號烈風或暴風信號，為戰後首次令天文台從三號信號直接改掛八號西南信號的颱風。在菲律賓全國逾百人在風暴中喪生，國內農作物及財產總損失接近3,150萬美元，而損失則估計為450萬美元。臺灣則有3死1輕傷，經濟損失為新台幣2683.7萬元。至於整個廣東省約有26.4萬間房屋被摧毀，超過10萬間房屋受損壞，至少有172人喪生，另有1,250人受傷，多達51萬人受困，糧食損失估計達到4.7億美元。

## 氣象歷史
正當熱帶風暴伊文在6月30日影響菲律賓以東海域時，關島以東出現一熱帶擾動，該擾動經過幾天蘊釀，7月3日在關島以東約770公里處成為一熱帶低氣壓，它首先以24公里每小時的速度向西移動，並於次天在關島以北約120公里處掠過，不久後它增強為熱帶風暴，美國聯合颱風警報中心命名為蓓姬，臺灣交通部中央氣象局同日將其升格為輕度颱風。
受惠於西北太平洋高達攝氏29至30度的高海水溫度，蓓姬穩定地發展，聯合颱風警報中心於7月5日將其升格為颱風，當時其在關島西北偏西約380公里處，中央氣象局和皇家香港天文台同時分別將其升格為中度颱風及颱風。菲律賓大氣地球物理和天文服務管理局基於這風暴進入菲律賓責任區，在翌日開始監測並給予其菲律賓名稱「Gading」。它然後進一步增強並在三日之內中心氣壓下降約100百帕，於7月7日在呂宋以東約1170公里位置，達到萨菲尔-辛普森飓风等级中最高的第五級，一分鐘平均風力260公里每小時的巔峰強度，成為該年颱風季中最強的熱帶氣旋，中央氣象局曾一度對它評定為最高等級超級強烈颱風。它之後採取偏西路徑及緩慢地減弱，7月9日以薩菲爾辛普森等級二級颱風強度、170公里每小時風力橫過呂宋東北部，在南伊羅戈省首府美岸之東北約90公里處掠過，中央氣象局將其降格為中度颱風。
由於附近副熱帶高壓脊略微減弱和東退，以及東亞主槽加深的誘導作用，令蓓姬轉向西北移動，時速約22公里，同時因菲律賓地形摩擦而其結構受到破壞，所以減弱至颱風強度以下。其風暴圈同時開始影響臺灣東南部及恆春半島，高雄市的雷達螢幕當時清楚望到其降水回波，臺北地區也受地形影響出現偏東強風；抵達東沙群島時，當地錄得977.8百帕的最低氣壓。它在7月11日上午以102公里每小時的強烈熱帶風暴強度登陸中國大陸廣東省陸豐縣附近，再向西北偏西方向進入廣東內陸，在皇家香港天文台總部之東北約90公里處掠過，同日中央氣象局降格為輕度颱風。在香港，大老山氣象站一度錄得144公里每小時的陣風，而大帽山氣象站則錄得總共449毫米的雨量。這場風暴共造成至少333人傷亡，及主要來自洪災的數以億美元計的經濟損失。蓓姬嚴重影響廣東省，根據皇家香港天文台引述廣東剪報，它是30年來最具破壞力的颱風，它最終經過廣州市附近地方及減弱，並隨後在7月12日消散，皇家香港天文台認定其已成為殘餘低壓區。

## 影響
蓓姬生成初期一度影響马里亚纳群岛地區，在關島就錄得暴雨和最高時速達86公里每小時的陣風，風雨導致民居一帶出現洪水、農作物受損，道路被沖走和斷電等情形。島上一年一度美国独立日遊行，以及為571名新公民舉行的入籍儀式均被取消。在較北的塞班岛上輸電線遭吹倒，當局為安全起見便截斷電源。

### 菲律賓
在碧瑤市和周邊城鎮至少有44人喪生，其中許多人在睡夢中遭遇山泥傾瀉而被活埋，通往該市的兩條主要道路，也被深達三公尺的山泥和洪水沖斷，超過六百個家庭因附近一個湖泊被雨水充滿及有淹沒風險而需撤離。在城外的房屋亦遭狂風吹倒，一個採礦營地因山泥傾瀉而被掩埋，當地居民要到學校和體育館尋求庇護。在呂宋西部南伊羅戈省、邦阿西楠省及中部布拉干省，至少有17人被淹或觸電而死，其中邦阿西楠省馬納奧格，有兩人在浸著倒下電線的洪水中行走渡過時觸電，湯都區也有兩人在攀登鋼梯時觸電身亡。在邦板牙省和三描礼士省有八人死亡。
菲律賓民間防衛局指出，马拉翁市內分佈在11,388個家庭中的68,428名市民，要從被淹沒房屋撤離，馬尼拉八成地區都水淹，學校和辦公室需關閉，街道洪水氾濫造成交通中斷或延緩，市民無車可乘，官員因擔心火災蔓延和電線桿被吹倒會構成危險，而截斷城內大片區域之電源。在奎松市郊區至少有25人喪生，其中有四人被倒下的棚屋壓死，菲律賓航空基於橋樑被毀、道路被淹和山泥傾瀉，而取消飛往北部省份的國內航班，至於在市郊帕拉納克同樣有一人喪生。菲律賓海軍派出兩輛兩棲卡車和幾艘小船，幫助從甲米地省和纳沃塔斯漁村的10.5萬個家庭疏散，克拉克空軍基地因應颱風而提高其警戒級別，但美军行動仍照常進行。
在本格特省和高山省共有至少29人死亡，初步報告顯示，本格特省、邦阿西楠省、拉乌尼翁省、甲米地省、黎剎省及馬尼拉大都會等地區內，涉及41,216個家庭的247,246人逃離被洪水淹沒的房屋並到庇護中心避難。同時至少有1,624所房屋被破壞或摧毀，使9,744人無家可歸，在新怡詩夏省的十個城鎮中，有19,405個家庭共116,420人到教堂、學校和市政廳避風。在呂宋北部三個省份中，總損失超過1,060萬美元。而時任總統艾奎諾夫人的助手，後來的參議員祖嘉·阿羅約將馬尼拉的嚴重洪災，歸咎於從剛落台的上任總統马科斯政府繼承而來的低效能排水系統。
總括而言，菲律賓國內農作物總損失接近2,700萬美元，而財產損失則估計為450萬美元。艾奎諾夫人為呂宋北部的25個省分配了50萬美元的救災援助，單在馬尼拉就額外獲分配2.5萬美元。馬尼拉美國駐菲大使館向菲律賓政府提供40萬美元，亦向該國的紅十字會提供2.5萬美元。

### 臺灣
- 當地評定巔峰強度分級：超級（CWB）
- 當地評定最大持續風速：70每秒（140節；250每小時）（一分鐘）
- 當地評定中心最低氣壓：900百帕斯卡（26.58英寸汞柱）
- 當地發布之颱風警報：海上陸上颱風警報

中央氣象局在7月7日早上為蓓姬發布海上颱風警報，同日晚上發佈陸上颱風警報，到11日早上先解除陸上警報，同日下午解除海上警報。雖然蓓姬始終沒有登陸臺灣，但其七級風暴圈半徑達400公里，所以風暴邊緣仍然擦過臺灣南部，也為東部地區帶來輕微災情。據官方統計，風暴中有三死一人輕傷，經濟損失為新台幣2,683.7萬元。在東部花蓮縣、臺東縣等降雨量普遍高達200毫米，部分地方亦有八級以上的風力，尤其在東吉島、蘭嶼、彭佳嶼等外島風力更強。北橫公路、中橫公路、南橫公路等部分路段出現山泥傾瀉或路基下陷，宜蘭縣有漁船在港口沉沒並損失新台幣120萬元，澎湖縣有導航燈被吹倒並損失新台幣680萬元，另外高雄縣等地海堤受損，需要花新台幣1,800萬元維修。

### 香港
- 當地評定巔峰強度分級：（HKO）[註 3]
- 當地評定最大持續風速：220每小時（61每秒；120節）（十分鐘）
- 當地評定中心最低氣壓：894百帕斯卡（26.4英寸汞柱）
- 當地懸掛之最高熱帶氣旋警告信號： 八號西南烈風或暴風信號

皇家香港天文台在7月9日晚上11時10分懸掛一號戒備信號，7月11日凌晨2時10分改掛三號強風信號。隨著蓓姬登陸及趨向香港，天文台再在同日下午3時30分改掛八號西南烈風或暴風信號，維持近11小時，是該年懸掛的首個八號信號。其中心在該日晚上9時最接近天文台，當時位於天文台之東北約90公里，約兩小時前亦錄得最低平均海平面氣壓為每小時984.7百帕。隨著蓓姬進入內陸，天文台7月12日凌晨2時15分改掛三號信號，早上後期，佩姬南半圈發展出強雨帶，令香港有猛烈狂風及持續大驟雨。青洲及赤柱分別測得每小時164及118公里的陣風，離岸及空曠地方吹達烈風至暴風程度的南至西南狂風。下午雨勢減弱，偏南風緩和。所有信號在晚上6時40分除下，當時佩姬集結在香港之西北西約330公里。期間天文台總部錄得最高持續風速38公里每小時，最高陣風96公里每小時；尖沙咀天星碼頭錄得每小時58公里的持續風速，陣風則達每小時115公里。雨量方面，天文台總部於7月9日至15日錄得總共249.3毫米的雨量，而大帽山氣象站則錄得449毫米，不過風暴來臨前的7月10日，天文台卻錄得攝氏34.8度之高溫，是四年來最高。
蓓姬襲港期間，一名六歲男童在鴨脷洲住家船隻上墜海淹死，另有26人受傷，風暴和其帶來的豐沛雨量導致香港部分地區出現山泥傾瀉、路陷、塌樹及水浸等情形。單在7月12日風暴尾聲時，就有20宗山泥傾瀉及78宗水浸報告，最嚴重的一宗發生在荃錦公路近大帽山一段，有超過40噸泥石於該日凌晨3時左右從斜坡瀉下，幸無人受傷。同時全港亦受風暴影響停工停課，交通除了地鐵和九廣鐵路能夠全日運作外，其餘均嚴重受阻，渡輪服務亦告停頓，機場方面則有11班航機取消。八號信號懸掛初時，由於停工停課關係，大量人潮湧入車站等候公共交通，令市面交通陷入混亂，路上出現長長人龍。而的士也乘機坐地起價，有些將車費提高至平時的五倍或「冚旗」（掛上暫停載客紙牌）以方便挑選乘客。當晚亦是播出六年的無綫電視處境劇《香港八六》節目大結局，因應颱風使市民留家避風關係，使該集收視率超過九成。
另外，沙田排頭村一名78歲老婦在村口滑倒並掉進溪澗險被沖走；鯉魚門馬環村一名六歲小童因山泥塌下而險遭活埋。一艘從臺灣基隆港到香港的1,411噸重貨櫃船「華麗號」，在香港以東約110公里處沉沒，該船當時載著含電子零件、成衣及日用品的一百個貨櫃，因遇上大浪擊破船頭，引致入水沉沒，船上15名臺籍船員全部經由附近的英國皇家海軍輔助補給艦「車烈夫號」救起，並安全經香港返回臺灣。7月14日即蓓姬襲港後兩日，堅尼地城警察宿舍後方一幅高40公尺斜坡有大石滾下，壓毀一部私家車，一名26歲講師險遭擊中。值得一提的是，蓓姬為戰後首次令天文台從三號信號直接改掛八號西南信號的颱風，是較為罕見的八號信號方向配搭，而下一次的已是2007年的颱風帕布。

### 中國大陸
- 當地評定巔峰強度分級：（CMA）
- 當地評定最大持續風速：65每秒（126節；230每小時）（二分鐘）
- 當地評定中心最低氣壓：900百帕斯卡（26.58英寸汞柱）

中國大陸當局指該年「第七號颱風」（指蓓姬）已於7月11日夏令時間下午三時於廣東省陸豐縣碣石灣一帶登陸，風力達十二級，雖然受影響的各縣市已做好防風準備，但沿海區域仍受嚴重損失。據廣東省防汛防旱防風指揮部透露，自颱風登陸後汕頭市、惠陽地區、梅縣地區大部分縣市降大暴雨，以致山洪暴發，洪水氾濫，水位上漲。廣州市氣象台分析，受八至十二級風影響的縣市共55個，降雨一百至兩百毫米的縣市共71個，降雨兩百至三百毫米的縣市共25個，其中揭西縣更達到最大降雨量636毫米。
在整個廣東省，約有26.4萬間房屋被摧毀，超過10萬間房屋受損壞。官員估計大約有785個村莊遭完全毀壞，需要重建。另外全省總長約4,091公里的高壓電線損壞，荔枝和甘蔗都被吹至倒伏。大約5,463平方公里的農田被淹，當中大部分是稻田；約2,200座橋樑倒塌，總長約966公里電話線路被吹倒。風暴期間，至少有172人喪生，另有1,250人受傷，多達51萬人遇困，包括汕頭市的7,000人和梅城地區因梅江氾濫而遇困的約10萬人。超過200萬軍人和平民，為恢復當地正常活動而投入救援工作，同時當局動員數千人進行緊急服務。據初步估計，整個海豐縣和陸豐縣的糧食損失量約為9.1萬噸，官員更估計全廣東的糧食損失達到4.7億美元。同時，揭西縣和普寧縣大約有3萬名居民被救出，那裡不少公寓大廈被摧毀，牽涉至少2.3萬個家庭。汕頭市在風暴期間潮水高出正常水平約兩公尺，市區遭淹沒。
福建省方面，受颱風影響，往來廈門市及香港等地的海、空交通一度中斷，廈門國際機場被迫關閉一天，十個航班全部取消。而遠至上海市南匯區、奉賢區及川沙縣，也遭受30年來最大的龍捲風，初步估計至少31人死、近600人輕重傷、1,300間房屋倒塌，當局立即赴現場指揮搶救。而中央防汛總指揮部，分別致電粵閩兩省並向兩省軍民致以慰問，表示中共中央和國務院領袖對此十分關切。

## 註腳
1. ↑  本文所有金額按當年幣值計算。
2. ↑  包括日本氣象廳在內的全世界大部分區域專責氣象中心採用十分鐘持續風速衡量熱帶氣旋強度，但美國的聯合颱風警報中心採用一分鐘持續風速，兩個數值的換算比約為1比1.14。[5]
3. ↑  香港天文台於2009年起新增強颱風及超強颱風兩個等級，其中後者定義為中心最大持續風速為185公里每小時以上，在新等級制度下，其巔峰強度分級會是超強颱風。[2]

## 外部連結
- 民國七十五年颱風調查報告：侵臺颱風佩姬 （页面存档备份，存于），交通部中央氣象局
- 1986年熱帶氣旋年刊 （页面存档备份，存于），皇家香港天文台
- 歷年天災的回顧 （页面存档备份，存于），香港天文台
- 1986年熱帶氣旋最佳路徑 （页面存档备份，存于），中國氣象局